# Ricardo Marín Ibáñez
Ricardo Marín Ibáñez (Cheste, provincia de Valencia, 1922 - ibídem, 1 de mayo de 1999) fue un pedagogo español.

## Biografía
Hijo de una familia de labradores, iba de Cheste a Paterna en bicicleta todos los días para estudiar. Comenzó su quehacer académico en 1953 como profesor numerario de "Filosofía y Psicología" de  la Escuela Normal de Valencia, de la que posteriormente fue director. Durante varios años fue director de los cursos de Profesores de Pedagogía Terapéutica(EE)de aquella Escuela Normal, impartiendo la asignatura de Psicología Experimental, abriendo así una fecunda carrera docente consolidada, primero, con la obtención de la plaza de Profesor Agregado de "Fundamentos de Filosofía e Historia de los Sistemas Filosóficos", de la Universidad Complutense (en 1967), y, poco después, en 1968, con la obtención de la Cátedra de "Pedagogía General", de la Universidad de Valencia; así llegó de forma prácticamente ininterrumpida hasta su jubilación como catedrático emérito de la UNED, en 1997. Fue el primer Presidente de la Sociedad Española de Educación Comparada (1977) y miembro del Comité Ejecutivo de la Sociedad Europea de Educación Comparada. Fue profesor Visitante de las Universidades, Nacional de La Plata y de El Salvador (Argentina), o de las Universidades, Wayne State University, de Detroit (USA) o de Joinville y Castelo Branco (Brasil). Recibió el Premio Extraordinario de Doctorado en 1960, el International Prize for Creative Future en 1990 o el Premio de Material Didáctico de la Universidad del Salvador en 1994. Doctor honoris causa por la Universidad de El Salvador y por la Universidad Politécnica de Valencia; obtuvo la Orden al Mérito del Consejo Mundial de Educación. La Universidad Literaria de Valencia le distinguió con la medalla de esta institución académica. 
Creó el Instituto de Ciencias de la Educación de la Universidad Politécnica de Valencia y el Instituto de la Creatividad en la Universidad de Valencia.  Creó y dirigió la revista Innovación Creadora (1975-86), en la Universidad Politécnica de Valencia, primera en Europa, segunda en el mundo y única en lengua española sobre el tema. Organizó el primer congreso mundial de creatividad en Valencia en el año 1976 y el de Madrid el año 1993. Dirigió más de medio centenar de tesis doctorales. Publicó más de 200 artículos sobre temas educativos. Escribió más de 44 libros y biografías. Fue Catedrático emérito de Teoría e Historia de la Educación de la UNED. Asesor de la Unesco para las reformas educativas en Iberoamérica. Auspició y participó activamente desde la primera edición del Master Internacional de Creatividad Aplicada Total de la Universidad de Santiago de Compostela. Fue catedrático de Teoría e Historia de la Educación en la Universidad de Valencia y en la Universidad Nacional de Educación a Distancia (UNED) hasta su jubilación en 1987, especialista en pedagogía contemporánea y de la creatividad y preocupado por la educación multicultural y para la paz.

## Obras
- Los principios de la Educación Contemporánea, Madrid: Rialp, 1972; 6ª ed., 1990.
- La creatividad en la educación. Buenos Aires, Kapelusz, 1973.
- Manual de la Creatividad (Col.), Barcelona, Vivens Vives, 1991.
- Creatividad y reforma educativa. Santiago de Compostela, Colección Monografías Master de Creatividad, Universidad de Santiago de Compostela, Servicio de Publicacións e Intercambio Científico, 1998.
- Valores. Objetivos y Actitudes en Educación. Miñón, Valladolid, 1976. *Interdisciplinaridad y Enseñanza en Equipo. Paraninfo, Madrid, 1979.
- La formación del profesora de educación primaria y secundaria. Estudio comparativo internacional (en colaboración con José Blat Jimeno). Teide/UNESCO. Barcelona/París, 1980. Versión inglesa y francesa 1981 y portuguesa 1982.
- La creatividad, CEAC, Barcelona, 2ª edición, 1984.
- Pruebas objetivas y de ensayo. Luis Vives, Zaragoza, 1980.
- Organismos Internacionales de Educación (Col.), Madrid, Dykinson, 1983. *Pedagogía Social y Sociología de la Educación (Col. G. Pérez). Madrid, UNED, 1984.
- Sistematización e innovación educativas (Col.), Madrid, UNED, 3ª edición, 1989.
- Introducción a las Ciencias de la Educación (Col.), Madrid. UNED, 1986.
- La Reforma Educativa Española, Madrid, UNED, 1991.
- Manual de la Creatividad (Col.), Barcelona, Vivens Vives, 1991.
- Los valores: Un desafío permanente. Madrid, Cincel/Ed. Pedagog., 1993.
- El Sistema multimedia de Educación a Distancia. Madrid, UNED, 1995.
- La Creatividad: Diagnóstico, Evaluación e investigación. Madrid, UNED, 1996.
- O material inpresso no ensino a distância y Educaçao a Distância: suas modalidades e economía. Rio. Universidade Castelo Branco, 1996.
- Educación para la Paz. Año Internacional de la Paz (con la colaboración de los profesores universitarios J. Henri Bouché y Ramón Oñate).
- Con Gloria Pérez Serrano, La Pedagogía social en la Universidad: realidad y prospectiva Madrid: UNED, 1986
- Libertad y compromiso en Sartre (1954)
- Los sistemas filosóficos (1958)
- La investigación filosófica de la educación: su sentido y su método (1969)
- Teoría de la educación. El problema de la educación (1983)
- Introducción a los estudios pedagógicos (1986)
- Teoría de la educación. Temas actuales (1987)
- Sistematización e innovación educativas (199O)
- El pensamiento de Ismael Quiles (1997).
- La jerarquía axiológica y su proyección educativa: parte histórica (1968)
- Valores, objetivos y actitudes en educación (1976)
- Los valores educativos en la Filosofía de la educación (1989)
- El contenido axiológico de la educación. La crisis de los valores y los valores emergentes (1992)
- Los valores un desafío permanente (1993)
- Los valores clave del siglo XXI (1998) (Discurso de ingreso pronunciado en la toma de posesión como Académico de número de la Real Academia de Doctores).
- Fundaments et conditions pour une education multiculturelle(1983)
- Educación y sociedad plural desde el ángulo axiológico (1984)
- La mundialización de la cultura (1985)
- Diálogo intercultural (1987)
- Educación multicultural e intercultural. Modelos de educación multicultural (1992)
- La forja de Europa desde la familia y el sistema educativo a través de la educación multicultural (1993)
- La educación intercultural en la perspectiva de la Europa Unida (1994)
- Educación intercultural para la paz (1997).
- La creatividad en la educación (1973)
- Tcnicas del pensamiento creativo (1975)
- Los Tests de creatividad (1976)
- La creatividad (198O)
- Pedagogía universitaria de la creatividad (1985)
- La formación de la creatividad (1989)
- La creatividad: diagnóstico, evaluación e investigación (1985)
- Creatividad y reformas educativas (1996).
- La enseñanza a distancia y los medios de comunicación (1977)
- Estructura del Centro de Profesionalización (1978)
- Interdisciplinaridad y enseñanza en equipo (1978)
- Los libros de enseñanza (1976)
- Pruebas objetivas y de ensayo (198O)
- Beneficio y eficacia de la educación (198O)
- El sistema multimedia de educación a distancia (1995).
- La formación y selección del Profesorado universitario (1969)
- Los Institutos de Ciencias de la Educación: objetivos, precedentes y perspectivas(1971)
- Renovación de contenidos de la educación: planes y programas de estudio (1972)
- La institucionalización del perfeccionamiento del profesorado (1975)
- Innovation dans l`enseignement supérieur et nouvelles formes d`enseignement supèrieur en Spagne (1976)
- De la Eucación de adultos a la Educación Permanente (1988).
- El bachillerato internacional (1973)
- Nuevas formas de enseñanza superior en Europa (1976)
- La formación del profesorado de educación primaria y secundaria. Estudio comparativo internacional (198O) con versiones inglesa, francesa y portuguesa
- Tendencias actuales de la formación del profesorado (198O)
- La innovación educativa en Europa (1982)
- Organismos internacionales de educación(1983)
- El impacto de las organizaciones internacionales en la política educativa (1985)
- La educación moral según los organismos internacionales de educación (1997)
- Cristianismo, Europa y Educación intercultural (1992)
- La educación para la paz en la ONU y en la UNESCO (1999).